# Трансплантація нирки
Трансплантація нирки або ниркова трансплантація — це хірургічна операція, яка використовується як метод замісної терапії при термінальній стадії ниркової недостатності. Операція полягає у пересадці нирки від донора. Живий донор може бути генетично споріднений або не споріднений із реципієнтом залежно від того, чи існує біологічний зв'язок між ними.

## Історія
Першу в світі трансплантацію нирки здійснив український хірург Юрій Вороний 3 квітня 1933 році в Херсоні. Пацієнтка, що намагалася покінчити життя самогубством, прийнявши розчин сулеми, прожила 2 доби та померла.
Перша вдала трансплантація нирки була проведена в Сполучених Штатах 17 червня 1950 р. Рут Такер, 44-річній жінці з полікістозом нирок, в Маленькій Компанії Шпіталь Мері в Евергрін Парк, штат Іллінойс. Незважаючи на те, що трансплантована нирка була відторгнута через десять місяців, тому що на той час не була доступною і не застосовувалася імуносупресивна терапія — розробка ефективних препаратів проти відторгнення було ще на роки попереду, втручання дало час нирці Такер, щоб відновитися, і вона жила ще п'ять років.
Перші пересадки нирки у живих пацієнтів були зроблені в 1952 році в лікарні Неккер в Парижі Жаном Гамбургером, але нирка загинула після 3 тижнів нормального функціонування, а потім в 1954 році в Бостоні. У грудні 1954 року Джозеф Маррі вперше у світі здійснив пересадку нирки між двома ідентичними близнюками. У 1959 році йому вдалося зробити вдалу алотрансплантацію, тобто пересадити нирку хворому від неспорідненого донора. У 1962 Маррі здійснив першу трансплантацію нирки від померлого донора. У наступні роки Маррі був світовим лідером трансплантаційної біології у використанні імунодепресантів і дослідженні механізму реакції відторгнення трансплантата. Відкриття імунодепресантів, таких як азатіоприн, дозволили пересаджувати нирки від неспоріднених донорів.. До рутинного застосування препаратів для профілактики і лікування гострого відторгнення, введеного в 1964 році, трансплантація від померлого донора не проводилася. Нирка була найлегшим органом для пересадки: визначення типу тканини було простим, орган можна відносно легко вилучити та імплантувати, живі донори можуть бути використані без труднощів, і у разі порушення роботи нирки, з 1940 був доступний нирковий діаліз. Визначення сумісності тканин має важливе значення для успіху: перші спроби трансплантації в 1950-х роках у людей, які страждають на хворобу Брайта, були вкрай невдалими.
Основною перешкодою для трансплантації органів між генетично неідентичними пацієнтами є імунна система реципієнта, яка вважає пересаджену нирку чужерідним «не-Я» і відразу ж або хронічно відторгує. Таким чином, необхідно мати ліки, що пригнічують імунну систему. Проте, пригнічення (супрессія) імунної системи пацієнта наражає його на більший ризик інфекції і раку (зокрема, раку шкіри і лімфоми), на додачу до побічних ефектів від препаратів.
Основою для більшості імуносупресивних протоколів є кортикостероїди преднізолон. Преднізолон пригнічує імунну систему, але його тривале застосування у високих дозах викликає безліч побічних ефектів, у тому числі непереносимість глюкози і діабет, збільшення ваги, остеопороз, м'язеву слабкість, гіперхолестеринемію і утворення катаракти. Одного преднізолона, як правило, недостатньо для запобігання відторгнення пересадженої нирки. Необхідні додаткові, нестероїдні імуносупресивні агенти, що також дозволять застосовувати більш низькі дози преднізолону.

## Показання
Показанням для трансплантації нирки є термінальна стадія ниркової недостатності (ТХНН), незалежно від первинної причини. До ТХНН можуть призвести поширені захворювання, а саме: артеріальна гіпертензія, інфекції, цукровий діабет, гломерулонефрит, полікістоз нирок, ряд вроджених порушень обміну речовин, і аутоімунних захворювань. Пацієнти до ниркової трансплантації знаходяться на діалізі (перитонеальний діаліз або гемофільтрація), але за наявності живого донора, можна перейти до передчасної трансплантації, поки ще не потрібен діаліз.

## Протипоказання
У сучасних умовах єдиного погляду щодо протипоказань до трансплантації нирки немає і їх перелік може відрізнятися в різних центрах. Найчастіше до протипоказань до трансплантації нирки відносяться наступні.
- Наявність перехресної імунологічної реакції з лімфоцитами донора (cross match). Абсолютне протипоказання до трансплантації, наявність високого ризику гострого відторгнення трансплантата і, як наслідок, його втрати.
- Злоякісні новоутворення, наявні в даний час або з невеликим терміном після радикального лікування. Після такого радикального лікування, при більшості, має пройти не менше 2 років. Виняток можна зробити після успішного лікування безсимптомних пухлин нирки, раку сечового міхура in situ, раку шийки матки in situ, базаліоми. Термін нагляду можуть збільшити до 5 років після інвазивного лікування раку шийки матки, меланоми, раку молочної залози.
- Активні інфекції. Після лікування від туберкульозу необхідний нагляд за пацієнтом не менше року. ВІЛ- інфекція є абсолютним протипоказанням до пересадки нирки в більшості трансплантаційних центрів. Наявність хронічних неактивних гепатитів В,С не є протипоказанням до операції.
- Захворювання, що знаходяться в стадії декомпенсації, які можуть загрожувати в післяопераційному періоді, наприклад, активна виразка шлунка або декомпенсована серцева недостатність.
- Недотримання пацієнтом медичних рекомендацій і недисциплінованість (incompliance). У світі близько 5-10 % втрат трансплантатів пов'язано з тим, що пацієнти не виконують запропонованих лікарем призначень, що стосуються імуносупресивної терапії, режиму.
- Зміни особистості при хронічних психозах, наркоманія і алкоголізм, які не дозволяють пацієнтові дотримуватися запропонованого режиму.

У сучасному світі цукровий діабет (що призводить до діабетичної нефропатії та термінального ураження нирок) як протипоказання до трансплантації більше не розглядається. Пацієнти з діабетом мають більш низький відсоток виживання трансплантату, однак при сучасному лікуванні вдається підвищити цей показник.

## Вимоги до донорів
Нирковий трансплантат може бути отриманий від живих донорів або донорів — трупів. Основними критеріями для підбору трансплантата є відповідність груп крові AB0 (деякі центри виконують трансплантацію без урахування групової приналежності), аллелей HLA (як правило, А , В, Dr), приблизну відповідність ваги, віку і статі донора і реципієнта. Донори не повинні бути інфіковані трансмісивними інфекціями (сифіліс, ВІЛ, гепатит В, С). В даний час, вимоги до донорських органів в усьому світі змінюються, через їх дефіцит. Так, усе частіше як донорів стали розглядати пацієнтів літнього віку, що страждали на цукровий діабет, мали артеріальну гіпертензію в анамнезі, епізоди гіпотонії в агональний і передагональний період. Таких донорів називають маргінальними або донорами розширених критеріїв. Найкращі результати досягаються при трансплантації нирки від живих донорів, однак більшість пацієнтів з хронічною нирковою недостатністю, особливо дорослі, не мають достатньо молодих і здорових родичів, здатних віддати свій орган без шкоди для власного здоров'я. Посмертне донорство органів є основним шляхом забезпечення пацієнтів трансплантаційною допомогою. Живим донорам нирки проводять лапароскопічну або відкриту донорську нефректомію. Посмертним донорам (трупам) проводять операцію з експлантації ниркового трансплантата.
Після або в процесі вилучення ниркового трансплантата проводиться його холодова фармакоконсервація. Для збереження життєздатності донорського органу він повинен бути відмитий від крові і перфузований консервуючим розчином. Найчастіше зберігання трансплантата здійснюється за безперфузійною методикою в системі «потрійних пакетів»: відмитий консервуючим розчином орган поміщається в стерильний поліетиленовий пакет з консервантом, цей пакет в інший, заповнений стерильною сніжною кашею, другий пакет в третій з крижаним фізіологічним розчином. Орган в потрійних пакетах зберігається і транспортується в термоконтейнері або холодильнику при температурі 4-6 °С. Найкращі результати досягаються при трансплантації нирки в першу добу після її вилучення. Іноді застосовується перфузійна методика зберігання донорської нирки, розроблена в 1906 р. Алексісом Каррелем і Чарльзом Ліндбергом. При цьому орган підключається до машини, що здійснює постійне промивання органу консервуючим розчином. Таке зберігання збільшує витрати, але дозволяє покращити результат трансплантації, особливо при використанні нирок від маргінальних донорів.

## Сумісність
Взагалі, донор і реципієнт повинні мати відповідність груп крові AB0 (але деякі центри виконують трансплантацію без врахування групової приналежності) і відповідність алелей HLA (як правило, А, В, Dr). Якщо потенційний живий донор є несумісним з рецепієнтом, може бути здійснений обмін на сумісну нирку. Обмін нирками, також відомий як «парна пожертва нирки», або «ланцюги» набули популярності за останні кілька років.
З метою зниження ризику відторгнення в процесі несумісної трансплантації, були розроблені АВ0-несумісні і десенсибілізаційні протоколи, що використовують внутрішньовенний антитілоімуноглобулін (ВВІГ) з метою зниження кількості АВ0 і HLA антитіл, які рецепієнт може мати до донора.
У 1980-х були розроблені експериментальні протоколи для АВ0-несумісної трансплантації, вони використовували підвищену імуносупресію і плазмаферез. Протягом 1990-х років ці методи були вдосконалені і було опубліковане ґрунтовне дослідження відтермінованих вивчення ефектів в Японії. Зараз численні програми в усьому світі спрямовані на регулярне виконання АВ0 -несумісної трансплантації.
Рівень чутливості до HLA антигенів донора визначається під час тесту на реактивність антитіл потенційного рецепієнта. У Сполучених Штатах, до 17 % всіх трансплантантів нирок від померлих донорів не мають HLA відповідності. Проте, HLA відповідність є відносно незначним прогнозуючим фактором результатів трансплантації. Насправді, живі не-рідні донори зараз майже так само поширені, як живі генетично-пов'язані донори.

## Власне трансплантація
У сучасних умовах завжди виконується гетеротопічна трансплантація. Трансплантат розміщується в клубової ямці. Існує декілька підходів щодо вибору сторони для трансплантації. Права сторона через більш поверхневе розташування клубової вени вважається кращою для трансплантації. Проте найчастіше праву нирку трансплантують наліво, ліву направо, що зручніше для формування судинних анастомозів. Як правило, нирка розміщується в позачеревній клітковині, однак у багатьох випадках застосовується інтраперитоніальне розташування трансплантата — у маленьких дітей або після попереднього перенесення трансплантацій. Звичайно нирка розташовується в клубової ямці. При цьому артеріальний анастомоз накладається з клубовими артеріями (внутрішньою, зовнішньою або загальною), венозний з клубовими венами, сечовий — з міхуром. Однак, за наявності рубцевих змін, урологічних патологій, іноді орган розміщують вище у позачеревному просторі. У цьому випадку артеріальний анастомоз накладається з аортою, венозний з нижньої порожнистої веною. Сечовий анастомоз накладають шляхом з'єднання сечоводу пацієнта з нирковою мискою трансплантата. Зазвичай власні нирки хворого не видаляють, крім таких випадків: розмір або положення власних нирок заважають розміщенню трансплантата
у хворих з полікістозом нирок є великі кісти, які були причиною нагноєнь або кровотеч
висока нефрогенна гіпертензія, резистентна до консервативного лікування.
Доступ. Параректальний дугоподібний або клюшкоподібний розріз. Починається майже з середньої лінії на 2 пальці вище лобка і прямує вгору і назовні, слідуючи трохи ззовні від прямих м'язів живота. М'язи перерізаються електроножем. Нижня надчеревна артерія в нижньому відділі черевної стінки перерізається між двома лігатурами. Кругла зв'язка матки перерізається, а сім'яний канатик тримачем відводиться медіально. Очеревинний мішок відсувається медіально. Оголюється m.psoas. Судинний пучок мобілізується. При виділенні судин необхідно ретельно перев'язувати і перетинати лімфатичні судини, які обплітають клубовий пучок, в іншому випадку в післяопераційному періоді розвивається лімфорея. Виділяється і ревізується клубовий пучок. Найчастіше з метою трансплантації використовується внутрішня клубова артерія. Її виділяють до розвилки (трифуркації), гілки перев'язують і прошивають. Артерію під затискачем Дебейки — Блелока перерізають. Мобілізують зовнішню клубову вену. Для зручності в рану добре встановлювати кільцеві розширювачі.
Донорський орган витягують з пакетів в лоток зі стерильним снігом. Виділяють і обробляють артерію і вену трансплантату, перев'язують бічні гілки. Надлишок тканин видаляють, зберігаючи жир в області миски, обережно обробляють сечовід, зберігаючи його клітковину.
Етап накладання судинних анастомозів. Венозний анастомоз найкраще накладати першим, так як він розташовується у глибині рани. Для його формування використовуються різні технічні прийоми, наприклад, накладення анастомозу в 2 нитки або в 4 нитки. Після накладання анастомозу вена у воротах перетискається, запускається кровотік. Далі формують артеріальний анастомоз. Його формують парашутним способом або звичайним безперервним швом в 2 нитки. Для включення додаткових артерій використовується мікрохірургічна техніка. Їх можна вшивати як в основний стовбур, так і васкуляризувати їх за допомогою надчеревних артерій. Після завершення судинних анастомозів проводиться запуск кровотоку. При невеликій холодової ішемії після пуску кровотоку із сечоводу починає надходити сеча.
Етап накладання сечового анастомозу. Найчастіше анастомоз сечоводу трансплантата накладається із сечовим міхуром реципієнта за Літч або Ледбеттеру — Політано. Міхур роздувається повітрям або стерильним розчином. В області дна перерізаються м'язи, полідіоксаноном накладається безперервний анастомоз зі слизовою. Після цього м'язевий шар міхура вшивається з метою формування антирефлюксного клапана. Найкращі результати досягаються при установці в місце анастомозу S або J — подібних сечовідних стентів (urecath).
Розміщення трансплантату. Трансплантат розміщується так, щоб вена нирки не була перекручена, артерія формувала дугу, а сечовід лежав вільно і не перегинався.
Завершення операції. Ложе трансплантата дренується однією товстою трубкою, до якої підключається активний дренаж за Редоном. Пошарові шви на рану. Так як в післяопераційному періоді пацієнт отримуватиме стероїди у великих дозах, бажано накласти косметичний шов на шкіру.

## Ускладнення
Проблеми після трансплантації можуть включати: Післяоперативні ускладнення, кровотечі, інфекції, судинний тромбоз і сечові ускладнення.
- Відторгнення трансплантата (надгостре, гостре чи хронічне)
- Інфекції та сепсис через імунодепресанти, які необхідні, щоб зменшити ризик відторгнення
- Післяоперативний лімфопроліферативних розлад (форма лімфоми, викликана імунносуппресантами)
- Дисбаланс електролітів, в тому числі кальцію і фосфату, які можуть призвести серед інших до проблем з кістками
- Інші побічні ефекти ліків, включаючи шлунково-кишкові запалення і виразки шлунка та стравоходу, гірсутизм (надлишковий ріст волосся за чоловічим типом), випадіння волосся, ожиріння, вугрі, цукровий діабет 2 типу, гіперхолестеринемію і остеопороз.

Вік і стан здоров'я стан пацієнта перед трансплантацією дуже впливають на ризик розвитку ускладнень. Деякі центри трансплантації мають кращі успіхи в справі здолання ускладнень, і частота ускладнень коливається від клініки до клініки.
Середній термін служби донорської нирки — від десяти до п'ятнадцяти років. Коли трансплантат зазнає деградації, пацієнт може замовити другу трансплантацію, і, можливо, йому доведеться повернутися до діалізу протягом перехідного періоду.
Інфекції, викликані імунодепресантами, що застосовуються для пацієнтів з пересадженими нирками найчастіше трапляються в слизових областях (41 %), сечовивідних шляхах (17 %) і дихальних шляхах (14 %). Найбільш поширеними є наступні інфекційні агенти: бактеріальні (46 %), вірусні (41 %), грибкові (13 %) і найпростіші (1 %). Найбільш поширеними серед вірусних захворювань є ті, що викликані цитомегаловірусом людини (31,5 %), вірусом простого герпесу (23,4 %), і оперизуючий лишай (23,4 %). Інфекція є причиною смерті приблизно в однієї третини людей з трансплантацією нирки, і на пневмонії припадає 50 % смертей пацієнтів від інфекції.

## Результати та прогнози
На результати операції з трансплантації нирки впливає величезна кількість взаємопов'язаних між собою факторів; їх відносний вплив формується по-різному протягом часу і в залежності від ситуації конкретної країни/медичного центру. Більшість детального аналізу враховуються дані, що відносяться до середини поточного десятиліття. Важливі змінні, що впливають на довгостроковий результат операції, це
- вік донора (вказує на якість самої нирки),
- вік реципієнта (молодші пацієнти справляються краще після трансплантації, проте переваги трансплантації видно у кожній віковій групі),
- вага (ожиріння збільшує ризик ранової інфекції),
- раса (принаймні частково пов'язана з соціальним статусом, але це також може мати незалежний вплив на успіх);
- відповідність у системі ГКГ (ризик гострого відторгнення органу);
- час холодної ішемії нирок (холодний ішемічний час - період між прийманням і введенням органу);
- тип перфузійної рідини, що використовується(розчин Бельзера трохи краще, ніж замінники);
- вплив попередніх гемотрансфузій;
- кількість попередніх трансплантатів (негативний вплив на прогноз);
- тип застосовуваних імунодепресантів та відповідність правилам терапії пацієнтом.

Слід зазначити, що успішна трансплантація означає повернення до нормального життя для всіх. Зазвичай, після 6 місяців операції, одержувач може відновити роботу, навчання або домашню діяльність. Жінки з пересадженою ниркою можуть завагітніти і народжувати здорову дитину; кількість спонтанних абортів вище у реципієнтів, але здоров'я дітей не відрізняється від норми для решти суспільства. Під час вагітності збільшується навантаження на нирку, тому його функцію слід постійно контролювати.

## Трансплантація нирки в Україні
В Україні діє шість центрів трансплантації, у яких виконуються операції із трансплантації нирки, печінки та серця:
1. Відділення трансплантації нирки Харківського обласного клінічного центру урології і нефрології імені В.І.Шаповала
2. Відділення трансплантації та хронічного гемодіалізу з ліжками ендокринної хірургії центру трансплантації та хронічного гемодіалізу КУ «ЗОКЛ» ЗОР (Запоріжжя)
3. Відділення хірургії і трансплантації Дніпропетровської обласної клінічної лікарні імені І.І.Мечникова
4. Національний інститут хірургії та трансплантології ім.О.О. Шалімова
5. Відділення трансплантації та діалізу Одеської обласної клінічної лікарні
6. Ковельське міське територіальне медичне об’єднання [4]

Відділення трансплантації Донецької обласної лікарні імені Калініна не проводить операції з 2014 року.
В Україні переважає трансплантація від живого родинного донора, а трансплантація від донора-трупа в останні роки майже не практикується. Так, у 2016 році зробили лише дві операції із пересадки нирки від трупного донора.

## Деякі факти
- Білл Томпсон — американський рецепієнт, що найдовше жив після трансплантації нирки від нерідного донора. Він отримав свою нирку в 1966 році у віці 15 років; вона служила йому протягом 40 років.
- Кетрін Aiton з Гранд-Рапідс, штат Міннесота, США, отримала нирку свого брата у 1965 у віці 28 років. Її брату зараз 80,а їй 77, і вони є здоровими і активними. Святкування 50ї річниці відбудеться в червні 2015 року.
- Денис Ломбард з Вашингтона, округ Колумбія, отримала нирку свого батька 30 серпня 1967 р. у віці 13 років і досі жива і здорова 45 років і 9 місяців по тому (станом на 05-05-13). Її батьку виповнилося 85 в жовтні 2013 і він є здоровим і активним.
- Роберт Брайс Аделаїда з Південній Австралії отримала нирку трупа у вересні 1981 року в віці 42 років і є живою і здоровою у 2013 році.
- Джон Дан з Найробі, Кенія, був відомий як найдовше виживший рецепієнт нирки у Східній Африці. Він отримав нирку від свого брата в 1984 році і жив протягом 27 років.
- Чакраварті з Ченнаї, Індія, отримав нирку від свого брата 2 травня 1983 року в віці 29 років, і був живий і здоровий 27 років по тому.
- Аннемарі Гросскопф з Йоганнесбурга, Південна Африка, отримала нирку від померлого донора в 1981 році у віці 21 рік, і є живим і здоровим 32 років по тому.

Окрім національності, на рівень виживання при трансплантації залежить від раси, статі і доходу. Дослідження, проведене з пацієнтами, що починали довготерміновий діаліз, показали, що соціально-демографічні бар'єри для трансплантації нирки проявляють себе ще до того, як пацієнти є включені до списку для трансплантації. Наприклад, різні групи виявляють певний інтерес і проходять предтрансплантаційну обробку з різною швидкістю. Зараз стоїть завдання по створенню справедливої політики трансплантації у зв'язку з просуванням пацієнтів у списку очікування трансплантації.